# Kolding Kommune
Kolding Kommune ist eine dänische Kommune im Osten Jütlands.
Die jetzige Kommune entstand am 1. Januar 2007 im Zuge der Kommunalreform durch Vereinigung der „alten“ Kolding Kommune mit den bisherigen Kommunen Lunderskov und Vamdrup (mit Ausnahme der Kirchspiele Bjerning Sogn, Fjelstrup Sogn und Hjerndrup Sogn, die sich der neuen Haderslev Kommune anschlossen), sowie dem Kirchspiel Vester Nebel Sogn der ehemaligen Egtved Kommune, alle im Vejle Amt, und der Christiansfeld Kommune im Sønderjyllands Amt.
Kolding Kommune besitzt eine Gesamtbevölkerung von 95.897 Einwohnern (Stand 1. Januar 2025) und eine Fläche von 604,40 km². Sie ist Teil der Region Syddanmark. Verwaltungssitz ist Kolding. Die Kommune arbeitet innerhalb der Region Trekantområdet mit fünf benachbarten Kommunen zusammen.

## Kirchspielsgemeinden und Ortschaften in der Kommune
Auf dem Gemeindegebiet liegen die folgenden Kirchspielsgemeinden (dän.: Sogn) und Ortschaften mit über 200 Einwohnern (byer nach Definition der dänischen Statistikbehörde); Einwohnerzahl am 1. Januar 2025, bei einer eingetragenen Einwohnerzahl von Null hatte der Ort in der Vergangenheit mehr als 200 Einwohner:
| Nr. | Kirchspiel            | Einwohner | Ortschaft            | Einwohner              |
| --- | --------------------- | --------- | -------------------- | ---------------------- |
| 30  | Aller Sogn            | 565       |                      |                        |
| 04  | Almind Sogn           | 2.076     | Almind               | 1.790                  |
| 08  | Bramdrup Sogn         | 4.418     |                      |                        |
| 16  | Brændkjær Sogn        | 6.496     |                      |                        |
| 20  | Dalby Sogn            | 3.874     |                      |                        |
| 09  | Eltang Sogn           | 520       |                      |                        |
| 28  | Frørup Sogn           | 240       |                      |                        |
| 07  | Harte Sogn            | 3.287     | Harte                | 1. Januar 2009: 0.0318 |
| 26  | Hejls Sogn            | 930       | Hejls                | 400                    |
| 18  | Hjarup Sogn           | 526       | Hjarup               | 391                    |
| 02  | Jordrup Sogn          | 777       | Jordrup              | 518                    |
| 15  | Kristkirkens Sogn     | 12.289    | Kolding              | 63.645                 |
| 06  | Lejrskov Sogn         | 893       |                      |                        |
| 12  | Nørre Bjert Sogn      | 6.760     |                      |                        |
| 11  | Sankt Nicolai Sogn    | 11.316    |                      |                        |
| 14  | Seest Sogn            | 4.671     |                      |                        |
| 10  | Simon Peters Sogn     | 7.177     |                      |                        |
| 13  | Skanderup Sogn        | 4.195     | Lunderskov Skanderup | 2.985 416              |
| 27  | Stepping Sogn         | 793       | Stepping             | 345                    |
| 21  | Sønder Bjert Sogn     | 2.930     | Sønder Bjert         | 2.315                  |
| 22  | Sønder Stenderup Sogn | 799       | Sønder Stenderup     | 518                    |
| 05  | Sønder Vilstrup Sogn  | 315       |                      |                        |
| 24  | Taps Sogn             | 644       | Taps                 | 315                    |
| 29  | Tyrstrup Sogn         | 3.837     | Christiansfeld       | 3.115                  |
| 17  | Vamdrup Sogn          | 5.594     | Vamdrup              | 4.940                  |
| 25  | Vejstrup Sogn         | 1.024     | Sjølund              | 508                    |
| 03  | Vester Nebel Sogn     | 2.281     | Vester Nebel         | 2.010                  |
| 01  | Viuf Sogn             | 890       | Viuf                 | 567                    |
| 19  | Vonsild Sogn          | 4.420     |                      |                        |
| 23  | Ødis Sogn             | 1.303     | Ødis Ødis-Bramdrup   | 484 0                  |

1. ↑  Der Vorort Harte, in dem 2009 noch 318 Einwohner lebten, wird seit 2010 statistisch zu Kolding gezählt.

## Politik

### Kommunalrat
In Dänemark wird für die gesamte Kommune, also für alle Bewohner und somit alle in der Kommune liegenden Städte, Orte, Dörfer und Landgebiete, ein gemeinsamer Bürgermeister und ein repräsentatives Gremium, der Kommunalrat (dän. Kommunalbestyrelse, auch Byråd), gewählt.
- SF: 4
- A: 5
- B: 2
- I: 1
- V: 10
- C: 1
- O: 2

Stand: Juni 2025, Quelle:

## Städtepartnerschaften
Kolding listet zwölf Partnerstädte auf:
| Stadt         | Land                         | seit |
| ------------- | ---------------------------- | ---- |
| Anjō          | Aichi, Japan                 | 1997 |
| Delmenhorst   | Niedersachsen, Deutschland   | 1979 |
| Drammen       | Buskerud, Norwegen           | 1946 |
| Huéscar       | Granada, Spanien             | 1982 |
| Lappeenranta  | Südkarelien, Finnland        | 1947 |
| Nanortalik    | Grönland, Dänemark           | 2007 |
| Örebro        | Örebro län, Schweden         | 1946 |
| Panevėžys     | Bezirk Panevėžys, Litauen    | 2000 |
| Pisa          | Toskana, Italien             | 2007 |
| Stykkishólmur | Vesturland, Island           | 1979 |
| Szombathely   | Westtransdanubien, Ungarn    | 1991 |
| Wuqing        | Tianjin, Volksrepublik China |      |